# Gegantons de la Trinitat Vella
Els Gegantons de la Trinitat Vella són en Daniel i la Teresa, gegantons vinculats a la colla de Geganters de la Trinitat Vella. Representen dos forners molt coneguts que mantenen un compromís actiu amb la vida social del barri.
El gegantó és un retrat del forner Daniel Jordà, vestit amb un davantal i una gorra i amb dues barres de pa que surten de les butxaques. En una mà hi porta una pala de forner amb panets. En aquell mateix braç, hi duu un pa que fa pensar en la dita «néixer amb un pa sota el braç», amb què també es vol recordar que el forn ja existia abans que ell i que aquest ofici l'ha acompanyat tota la vida. Amb l'altre braç aguanta un sac de farina, ingredient bàsic de l'ofici.
La gegantona és la imatge de la fornera Teresa Peña, amb el fulard lligat al coll, tan característic d'ella. La figura també simbolitza Ceres, deessa romana de l'agricultura, i específicament del blat i el pa. Porta una corona de roselles i espigues a la mà: és una referència a la deessa i també als camps de blat, on hi ha totes dues plantes. Damunt el cap, hi duu una plata amb una mona de Pasqua i un tortell de Reis. Va vestida amb una túnica romana ornada amb un cinyell d'onze sols, tants com nets té la Teresa.
Els gegantons Daniel i Teresa són obra de l'artista Dolors Sans, especialista en imatgeria popular, que els va enllestir el 2010. S'estrenaren el 30 d'octubre d'aquell mateix any i de seguida començaren a participar en trobades i cercaviles de la ciutat, sempre portats per la Colla Gegantera de la Trinitat Vella.